# Osaka popstar
Osaka popstar je ameriška punk rock skupina, ustanovljena leta 2006.

## O skupini
Glasbeno skupino Osaka popstar sestavljajo same legende ameriške punk rock glasbe. John Cafiero in Jerry Only prihajata iz zasedbe The Misfits, Marky Ramone je deloval v skupini The Ramones, Dez Cadena in Richard Hell sta bila člana zasedbe Black Flag, Ivan Julian pa je bil prej član newyorške punk skupine Voidoids.
V drugi polovici maja 2006 je izšel njihov prvenec z naslovom Osaka popstar and the American Legends of punk.

## Diskografija
- Osaka Popstar and the American Legends of Punk (2006)

## Zasedba
- John Cafiero – Vokal
- Jerry Only  – Bas kitara
- Dez Cadena – kitara
- Ivan Julian – kitara
- Marky Ramone – bobni

### Sorodni članki
- Seznam punk rock skupin